# Chiesa Madonna di Fatima
Die Chiesa Madonna di Fatima ist eine Kirche auf über 900 m ü. M. in der Bergsiedlung Giova im Schweizer Kanton Graubünden. Sie wurde 1988 nach Plänen von Mario Campi und Franco Pessina errichtet.

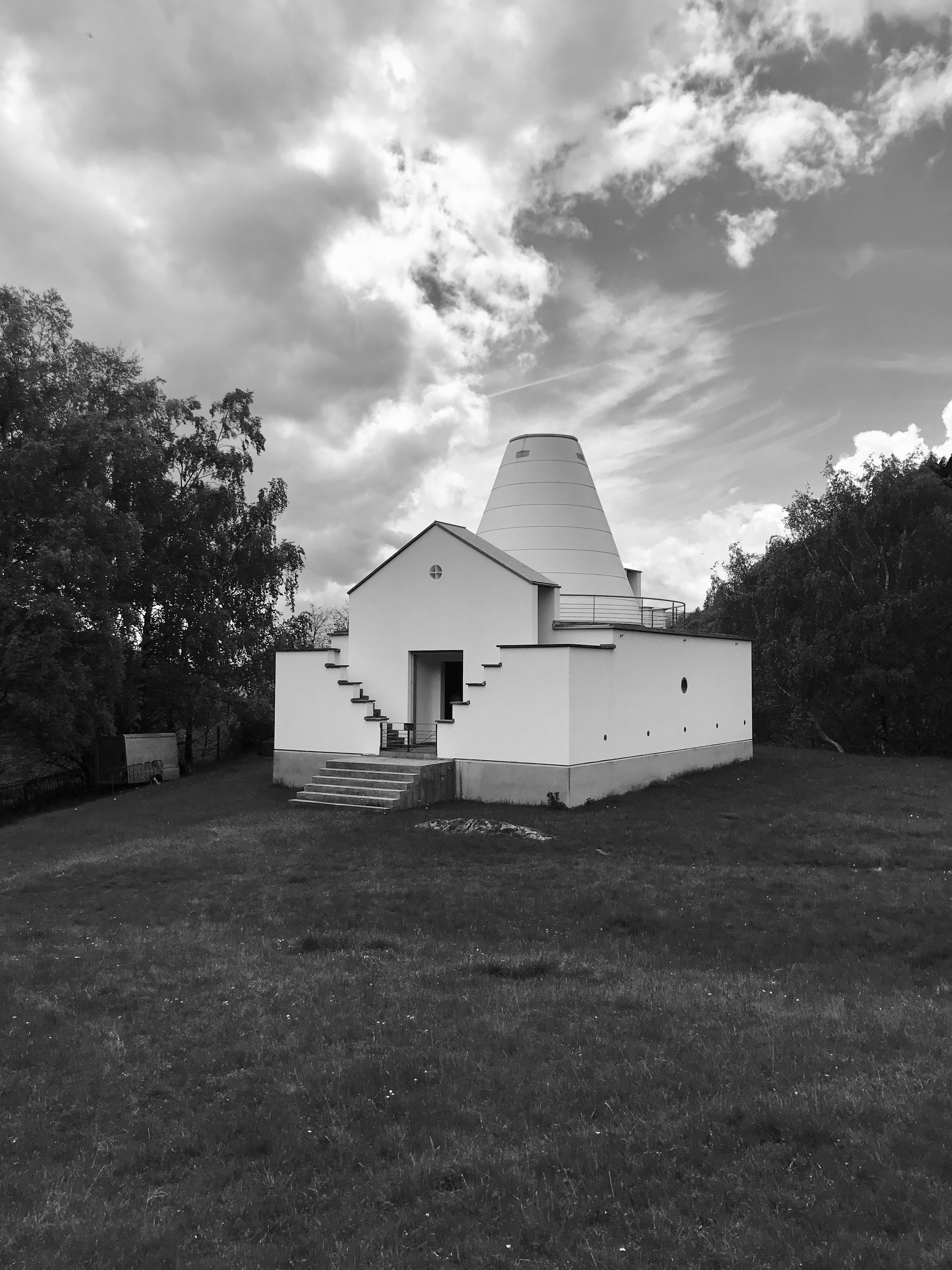
Aussenansicht

## Geschichte
Vor dem Bau der Kirche hatte es über dem Eingang zum Calancatal keine Kirche gegeben; Messen wurden vom Pfarrer des Nachbardorfs im Schulhaus von Buseno abgehalten.

## Architektur
Die Kapelle in Giova-Buseno ist ein postmodernes Bauwerk. Sie erinnert an Alessis Tea & Coffee Piazza-Serie und repräsentiert die Tessiner Tendenza mit ihrer geometrischen Strenge und expressiven Formensprache. Die Architektur, platziert am Rand einer Hochebene und isoliert von der Umgebung, kontrastiert die wilde Natur mit künstlicher Präzision: ein strahlend weisser, scharfkantiger Bau auf einem hellroten Betonsockel. Der Quader ist funktional dreigeteilt: Ein markanter Giebelportikus mit symmetrischen Treppen betont den südlichen Eingang, die Kegeldachkuppel dient als Lichtfänger im quadratischen Hauptraum und ein kastenförmiger Glockenträger weist den Altarraum aus. Die Form erinnert an einen Leuchtturm, verstärkt durch einen umlaufenden Gehweg.

## Auszeichnungen
- 2019: im Rahmen der Kampagne «52 beste Bauten – Baukultur Graubünden 1950–2000» erkor der Bündner Heimatschutz die von Mario Campi und Franco Pessina 1988 entworfene Kirche in Giova als eines der besten Bündner Bauwerke.[4]